# Spermacoce subvulgata
Spermacoce subvulgata là một loài thực vật có hoa trong họ Thiến thảo. Loài này được (K.Schum.) J.G.García miêu tả khoa học đầu tiên năm 1959.